# Kabinet-Blair II
Het kabinet–Blair II was de uitvoerende macht van de Britse overheid van 8 juni 2001 tot 6 mei 2005. Het kabinet werd gevormd door de Labour Party na de verkiezingen van 2001 met Tony Blair de partijleider van de Labour Party voor een tweede termijn als premier. In het kabinet zaten meerdere (toekomstige)-prominenten zoals: John Prescott, Gordon Brown, Jack Straw,  John Reid, Alistair Darling, Alan Johnson, Margaret Beckett en Douglas Alexander.

## Samenstelling
| Ambtsbekleder                                                           | Ambtsbekleder     | Ambtsbekleder                                         | Functie(s)                                 | Ambtstermijn     | Ambtstermijn      | Partij(en)   |
| ----------------------------------------------------------------------- | ----------------- | ----------------------------------------------------- | ------------------------------------------ | ---------------- | ----------------- | ------------ |
|                                                                         | Tony Blair        | Tony Blair (1953)                                     | Premier                                    | 2 mei 1997       | 27 juni 2007      | Labour Party |
|                                                                         | John Prescott     | John Prescott (1938–2024)                             | Vicepremier                                | 2 mei 1997       | 27 juni 2007      | Labour Party |
| First Secretary of State                                                | John Prescott     | John Prescott (1938–2024)                             | 8 juni 2001                                |                  | 27 juni 2007      | Labour Party |
|                                                                         | Gordon Brown      | Gordon Brown (1951)                                   | Minister van Financiën                     | 2 mei 1997       | 27 juni 2007      | Labour Party |
|                                                                         | Jack Straw        | Jack Straw (1946)                                     | Minister van Buitenlandse Zaken            | 8 juni 2001      | 6 mei 2005        | Labour Party |
|                                                                         | David Blunkett    | David Blunkett (1947)                                 | Minister van Binnenlandse Zaken            | 8 juni 2001      | 16 december 2004  | Labour Party |
|                                                                         | Charles Clarke    | Charles Clarke (1950)                                 | Minister van Binnenlandse Zaken            | 16 december 2004 | 5 mei 2006        | Labour Party |
|                                                                         | Robin Cook        | Robin Cook (1946–2005)                                | Lord President of the Council              | 8 juni 2001      | 17 maart 2003     | Labour Party |
|                                                                         |                   |                                                       | Lord President of the Council              | Vacant           |                   |              |
|                                                                         | John Reid         | John Reid (1947)                                      | Lord President of the Council              | 4 april 2003     | 13 juni 2003      | Labour Party |
|                                                                         |                   | Baron Williams van Mostyn Gareth Williams (1941–2003) | Lord President of the Council              | 13 juni 2003     | 20 september 2003 | Labour Party |
|                                                                         |                   |                                                       | Lord President of the Council              | Vacant           |                   |              |
|                                                                         | Valerie Amos      | Baroness Amos Valerie Amos (1954)                     | Lord President of the Council              | 6 oktober 2003   | 27 juni 2007      | Labour Party |
|                                                                         | Robin Cook        | Robin Cook (1946–2005)                                | Leader of the House of Commons             | 8 juni 2001      | 17 maart 2003     | Labour Party |
|                                                                         |                   |                                                       | Leader of the House of Commons             | Vacant           |                   |              |
|                                                                         | John Reid         | John Reid (1947)                                      | Leader of the House of Commons             | 4 april 2003     | 13 juni 2003      | Labour Party |
|                                                                         | Peter Hain        | Peter Hain (1950)                                     | Leader of the House of Commons             | 13 juni 2003     | 6 mei 2005        | Labour Party |
|                                                                         |                   | Baron Williams van Mostyn Gareth Williams (1941–2003) | Lord Privy Seal                            | 8 juni 2001      | 13 juni 2003      | Labour Party |
|                                                                         | Peter Hain        | Peter Hain (1950)                                     | Lord Privy Seal                            | 13 juni 2003     | 5 mei 2006        | Labour Party |
|                                                                         |                   | Baron Williams van Mostyn Gareth Williams (1941–2003) | Leader of the House of Lords               | 8 juni 2001      | 20 september 2003 | Labour Party |
|                                                                         |                   |                                                       | Leader of the House of Lords               | Vacant           |                   |              |
|                                                                         | Valerie Amos      | Baroness Amos Valerie Amos (1954)                     | Leader of the House of Lords               | 6 oktober 2003   | 27 juni 2007      | Labour Party |
|                                                                         |                   | Baron Irvine van Lair Derry Irvine (1940)             | Lord Chancellor                            | 2 mei 1997       | 13 juni 2003      | Labour Party |
|                                                                         | Charlie Falconer  | Baron Falconer van Thoroton Charlie Falconer (1946)   | Lord Chancellor                            | 13 juni 2003     | 9 mei 2007        | Labour Party |
| Minister voor Constitutionele Zaken                                     | Charlie Falconer  | Baron Falconer van Thoroton Charlie Falconer (1946)   | 15 juni 2003                               |                  | 9 mei 2007        | Labour Party |
|                                                                         | Patricia Hewitt   | Patricia Hewitt (1948)                                | Minister van Economische Zaken             | 8 juni 2001      | 6 mei 2005        | Labour Party |
| Minister voor Vrouwen en Gelijkheid                                     | Patricia Hewitt   | Patricia Hewitt (1948)                                |                                            | 8 juni 2001      | 6 mei 2005        | Labour Party |
|                                                                         | Geoff Hoon        | Geoff Hoon (1953)                                     | Minister van Defensie                      | 11 oktober 1999  | 6 mei 2005        | Labour Party |
|                                                                         | Alan Milburn      | Alan Milburn (1958)                                   | Minister van Volksgezondheid               | 11 oktober 1999  | 13 juni 2003      | Labour Party |
|                                                                         | John Reid         | John Reid (1947)                                      | Minister van Volksgezondheid               | 13 juni 2003     | 6 mei 2005        | Labour Party |
|                                                                         | Alistair Darling  | Alistair Darling (1953–2023)                          | Minister van Arbeid en Pensioenen          | 8 juni 2001      | 29 mei 2002       | Labour Party |
|                                                                         | Andrew Smith      | Andrew Smith (1951)                                   | Minister van Arbeid en Pensioenen          | 29 mei 2002      | 8 september 2004  | Labour Party |
|                                                                         | Alan Johnson      | Alan Johnson (1950)                                   | Minister van Arbeid en Pensioenen          | 8 september 2004 | 6 mei 2005        | Labour Party |
|                                                                         | Estelle Morris    | Estelle Morris (1952)                                 | Minister van Onderwijs                     | 8 juni 2001      | 24 oktober 2002   | Labour Party |
|                                                                         | Charles Clarke    | Charles Clarke (1950)                                 | Minister van Onderwijs                     | 24 oktober 2002  | 16 december 2004  | Labour Party |
|                                                                         | Ruth Kelly        | Ruth Kelly (1968)                                     | Minister van Onderwijs                     | 16 december 2004 | 5 mei 2006        | Labour Party |
|                                                                         | Stephen Byers     | Stephen Byers (1953)                                  | Minister van Transport                     | 8 juni 2001      | 29 mei 2002       | Labour Party |
| Minister van Regionale Zaken                                            | Stephen Byers     | Stephen Byers (1953)                                  |                                            | 8 juni 2001      | 29 mei 2002       | Labour Party |
|                                                                         | Alistair Darling  | Alistair Darling (1953–2023)                          | Minister van Transport                     | 29 mei 2002      | 5 mei 2006        | Labour Party |
|                                                                         | Margaret Beckett  | Margaret Beckett (1943)                               | Minister van Landbouw, Visserij en Voedsel | 8 juni 2001      | 27 maart 2002     | Labour Party |
| Minister van Milieu                                                     | Margaret Beckett  | Margaret Beckett (1943)                               |                                            | 8 juni 2001      | 27 maart 2002     | Labour Party |
| Minister van Milieu, Voedsel en Agrarisch Zaken                         | Margaret Beckett  | Margaret Beckett (1943)                               | 27 maart 2002                              | 5 mei 2006       |                   | Labour Party |
|                                                                         | Tessa Jowell      | Tessa Jowell (1947–2018)                              | Minister van Cultuur, Media en Sport       | 8 juni 2001      | 27 juni 2007      | Labour Party |
|                                                                         | Gus Macdonald     | Baron Macdonald van Tradeston Gus Macdonald (1940)    | Kanselier van het Hertogdom Lancaster      | 8 juni 2001      | 13 juni 2003      | Labour Party |
| Minister voor Kabinetszaken                                             | Gus Macdonald     | Baron Macdonald van Tradeston Gus Macdonald (1940)    |                                            | 8 juni 2001      | 13 juni 2003      | Labour Party |
|                                                                         | Douglas Alexander | Douglas Alexander (1967)                              | Kanselier van het Hertogdom Lancaster      | 13 juni 2003     | 8 september 2004  | Labour Party |
| Minister voor Kabinetszaken                                             | Douglas Alexander | Douglas Alexander (1967)                              |                                            | 13 juni 2003     | 8 september 2004  | Labour Party |
|                                                                         | John Hutton       | John Hutton (1955)                                    | Kanselier van het Hertogdom Lancaster      | 8 september 2004 | 2 november 2005   | Labour Party |
| Minister voor Kabinetszaken                                             | John Hutton       | John Hutton (1955)                                    |                                            | 8 september 2004 | 2 november 2005   | Labour Party |
|                                                                         | Helen Liddell     | Helen Liddell (1950)                                  | Minister voor Schotland                    | 25 januari 2001  | 13 juni 2003      | Labour Party |
|                                                                         | Alistair Darling  | Alistair Darling (1953–2023)                          | Minister voor Schotland                    | 13 juni 2003     | 5 mei 2006        | Labour Party |
|                                                                         | Paul Murphy       | Paul Murphy (1948)                                    | Minister voor Wales                        | 28 juli 1999     | 24 oktober 2002   | Labour Party |
|                                                                         | Peter Hain        | Peter Hain (1950)                                     | Minister voor Wales                        | 24 oktober 2002  | 24 januari 2008   | Labour Party |
|                                                                         | John Reid         | John Reid (1947)                                      | Minister voor Noord-Ierland                | 25 januari 2001  | 24 oktober 2002   | Labour Party |
| Eerste Minister van Noord-Ierland                                       | John Reid         | John Reid (1947)                                      | 14 oktober 2002                            |                  | 24 oktober 2002   | Labour Party |
|                                                                         | Paul Murphy       | Paul Murphy (1948)                                    | Minister voor Noord-Ierland                | 24 oktober 2002  | 6 mei 2005        | Labour Party |
| Eerste Minister van Noord-Ierland                                       | Paul Murphy       | Paul Murphy (1948)                                    |                                            | 24 oktober 2002  | 6 mei 2005        | Labour Party |
|                                                                         | Clare Short       | Clare Short (1946)                                    | Minister voor Ontwikkelingshulp            | 2 mei 1997       | 12 mei 2003       | Labour Party |
|                                                                         | Valerie Amos      | Baroness Amos Valerie Amos (1954)                     | Minister voor Ontwikkelingshulp            | 12 mei 2003      | 6 oktober 2003    | Labour Party |
|                                                                         | Hilary Benn       | Hilary Benn (1953)                                    | Minister voor Ontwikkelingshulp            | 6 oktober 2003   | 27 juni 2007      | Labour Party |
|                                                                         | Charles Clarke    | Charles Clarke (1950)                                 | Minister zonder portefeuille               | 8 juni 2001      | 24 oktober 2002   | Labour Party |
|                                                                         | John Reid         | John Reid (1947)                                      | Minister zonder portefeuille               | 24 oktober 2002  | 4 april 2003      | Labour Party |
|                                                                         | Ian McCartney     | Ian McCartney (1951)                                  | Minister zonder portefeuille               | 4 april 2003     | 5 mei 2006        | Labour Party |
| Formeel geen leden van het kabinet, maar woonde kabinetsvergadering bij |                   |                                                       |                                            |                  |                   |              |
| Ambtsbekleder                                                           | Ambtsbekleder     | Ambtsbekleder                                         | Functie(s)                                 | Ambtstermijn     | Ambtstermijn      | Partij(en)   |
|                                                                         | Andrew Smith      | Andrew Smith (1951)                                   | Onderminister voor Financiën               | 11 oktober 1999  | 29 mei 2002       | Labour Party |
|                                                                         | Paul Boateng      | Paul Boateng (1951)                                   | Onderminister voor Financiën               | 29 mei 2002      | 6 mei 2005        | Labour Party |
|                                                                         | Dawn Primarolo    | Dawn Primarolo (1954)                                 | Thesaurier- generaal                       | 4 januari 1999   | 27 juni 2007      | Labour Party |
|                                                                         | Peter Goldsmith   | Baron Goldsmith Peter Goldsmith (1950)                | Advocaat- generaal                         | 8 juni 2001      | 27 juni 2007      | Labour Party |
|                                                                         | Hilary Armstrong  | Hilary Armstrong (1945)                               | Onderstaats- secretaris voor Financiën     | 8 juni 2001      | 5 mei 2006        | Labour Party |
| Chief Whip in het Lagerhuis                                             | Hilary Armstrong  | Hilary Armstrong (1945)                               |                                            | 8 juni 2001      | 5 mei 2006        | Labour Party |

Russell I ·
Smith-Stanley I ·
Hamilton-Gordon ·
Temple I ·
Smith-Stanley II ·
Temple II ·
Russell II ·
Smith-Stanley III ·
Disraeli I ·
Gladstone I ·
Disraeli II ·
Gladstone II ·
Gascoyne-Cecil I ·
Gladstone III ·
Gascoyne-Cecil II ·
Gladstone IV ·
Primrose ·
Gascoyne-Cecil III ·
Gascoyne-Cecil IV ·
Balfour ·
Campbell-Bannerman ·
Asquith I ·
Asquith II ·
Asquith III ·
Asquith IV ·
Lloyd George I ·
Lloyd George II ·
Law ·
Baldwin I ·
MacDonald I ·
Baldwin II ·
MacDonald II ·
MacDonald III ·
MacDonald IV ·
Baldwin III ·
Chamberlain I ·
Chamberlain II ·
Churchill I ·
Churchill II ·
Attlee I ·
Attlee II ·
Churchill III ·
Eden ·
Macmillan I ·
Macmillan II ·
Douglas-Home ·
Wilson I ·
Wilson II ·
Heath ·
Wilson III ·
Callaghan ·
Thatcher I ·
Thatcher II ·
Thatcher III ·
Major I ·
Major II ·
Blair I ·
Blair II ·
Blair III ·
Brown ·
Cameron I ·
Cameron II ·
May I ·
May II ·
Johnson I ·
Johnson II ·
Truss ·
Sunak ·
Starmer